# 1244. grenadirski polk (Wehrmacht)
1243. grenadirski polk (izvirno nemško 1243. Grenadier-Regiment; kratica 1243. GR) je bil pehotni polk Heera v času druge svetovne vojne.

## Zgodovina
Polk je bil ustanovljen 10. februarja 1945 iz šolskih enot za obrambo Ratiborja.